# Racosperma aphyllum
Espèce
Classification phylogénétique
Racosperma aphyllum est une espèce de plantes à fleurs de la famille des Mimosaceae selon la classification classique, ou à celle des Fabaceae selon la classification phylogénétique. C'est un arbuste originaire d'Australie.
Un temps placé dans le genre Acacia, cette espèce a été déplacée en 2003 dans le genre Racosperma.

## Synonyme
- Acacia aphylla Maslin